# Milada Glogarová
Milada Glogarová (rozená Šafránková) je česká fyzička působící ve Fyzikálním ústavu AV ČR.
Je mezinárodně uznávanou autoritou v oboru kapalných krystalů, zejména v oblasti krystalů s feroelektrickým dipolárním uspořádáním.
Studovala na Matematicko-fyzikální fakultě UK. Ve Fyzikálním ústavu působí od roku 1964, v oddělení dielektrik, později byla též vedoucí Sekce fyziky kondenzovaných látek. Mezi lety 2000–2007 byla členkou Vědecké rady ústavu, v letech 2001–2007 byla zástupkyní ředitele a od roku 2007 do roku 2017 byla členkou Rady ústavu. Od června 2003 byla představitelkou České republiky ve Vědeckém výboru NATO.
V roce 2012 získala čestnou oborovou medaili Ernsta Macha za vědecké zásluhy v oboru kapalných krystalů a za zvýšení úrovně a kvality badatelské činnosti ve FZU i celé Akademii věd. Je první ženou, které byla tato medaile z oboru fyzikálních věd udělena.